# ズリーン/オトロコヴィツェ・トロリーバス
この項目では、チェコの都市であるズリーンとオトロコヴィツェを結ぶトロリーバス（チェコ語: Trolejbusová doprava ve Zlíně a v Otrokovicích）について解説する。第二次世界大戦中の1944年に開通し、2021年現在はズリーン/オトロコヴィツェ交通会社（Dopravní společnost Zlín-Otrokovice, s.r.o.、DSZO）によって運営されている。

## 歴史
チェコスロバキア（現：チェコ、スロバキア）における本格的なトロリーバスの導入は1936年のプラハ（プラハ・トロリーバス）から始まり、以降複数の都市に導入されたが、第二次世界大戦の勃発に伴いその動きは停滞した。その一方で大戦期にはガソリンを始めとする液体燃料の不足により路線バスは営業運転の大幅な制限を余儀なくされ、公共交通機関の拡充が求められるようになった。それを受けてズリーン市議会は路線バスに代わりトロリーバスを導入する事を検討し、1942年に認可が下りたのち、翌1943年から工事が開始された。営業運転を開始したのはナチス・ドイツの占領下であった1944年1月27日である。
開通同年の11月27日の空襲により発電所や一部区間の架線を始めとする各所に大きな被害が生じたものの、翌1945年の解放後は順次復旧が行われた。その後は一部区間の廃止が行われたものの、1947年には新たな路線の開通が行われた。一方、終戦後に課題となったのは近隣地域のオトコロヴィツェの間を結ぶ公共交通機関であった。当時、オトロコヴィツェは住宅地の建設が進んでおり、需要が増加していたが、両都市を結ぶ鉄道路線は運行本数が少なく、より高頻度かつ利便性の高い交通機関が求められていた。そこでトロリーバスをオトロコヴィツェ方面へ延伸することが決定し、チェコスロバキア国鉄からの反対もあったが最終的に1948年にマレノヴィツェ方面、1953年にオトロコヴィツェ方面への全線が開通した。
1950年代後半以降はモータリーゼーションの進展により長期に渡り近代化が停滞する事態となったが、1970年代の石油危機を機にトロリーバスの見直しが進められ、交通機関の基盤と位置付けられるようになった。それを受けて同年代後半以降延伸工事が再開された他、連節バスの導入をはじめとした車両の近代化が精力的に進められた。最新の電化路線は2000年に開通したジズニ・スワーヒー（Jižní Svahy）方面への区間で、以降は系統の再編による整備が進められている他、2019年には充電池を搭載した車両を用いた新設系統の導入および既存区間の非電化区間への延伸が実施されている。

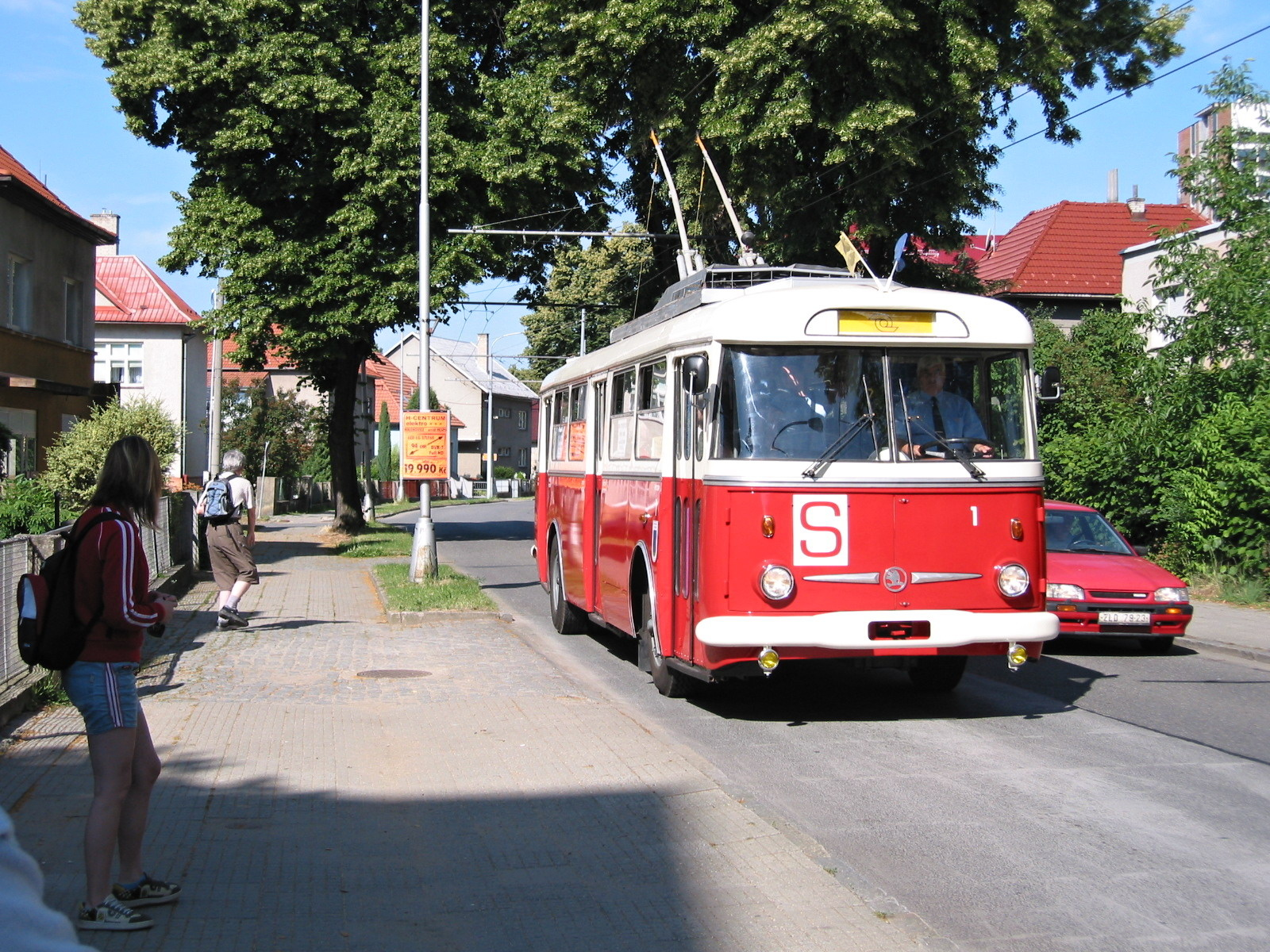
歴代車両のうちシュコダ9Trは動態保存が行われている（2010年撮影）

## 系統
2021年の時点で、ズリーンおよびオトロコヴィツェには以下のトロリーバス路線が存在する。
| 系統番号 | 起点                  | 終点                   | 備考                                                        |
| -------- | --------------------- | ---------------------- | ----------------------------------------------------------- |
| 1        | Příluky               | Otrokovice,žel.st.     |                                                             |
| 2        | Bartošova čtvrť       | Otrokovice,Štěrkoviště |                                                             |
| 3        | Lesní čtvrť           | Louky,točna            |                                                             |
| 4        | Lešná,ZOO             | Podhoří                | 5号線とは経由区間が異なる                                   |
| 5        | Lešná,ZOO             | Podhoří                | 4号線とは経由区間が異なる                                   |
| 6        | Jižní Svahy,Kocanda   | Otrokovice,žel.st.     |                                                             |
| 7        | Jižní Svahy,Kocanda   | Sportovní hala         |                                                             |
| 8        | Jižní Svahy,Kocanda   | Jižní Svahy,Kocanda    | ラケット式環状系統                                          |
| 9        | Jižní Svahy,Středová  | Jižní Svahy,Středová   | ラケット式環状系統                                          |
| 10       | Jižní Svahy,Středová  | Malenovice,Centro      |                                                             |
| 11       | Lužkovice,Na Gruntech | Prštné,náves           |                                                             |
| 12       | Želechovice,škola     | Antonínova             | Antonínova方面およびŽelechovice,škola方面は経由区間が異なる |
| 12       | Sportovní hala        | Želechovice,škola      | Antonínova方面およびŽelechovice,škola方面は経由区間が異なる |
| 13       | Lesní čtvrť           | Sportovní hala         |                                                             |
| 14       | Jižní Svahy,Středová  | Sportovní hala         |                                                             |

## 車両
2021年現在、ズリーンおよびオトロコヴィツェ市内のトロリーバスでは以下の車両が運行している。同年時点で全車両がノンステップバスとなっており、一部車両は前述のとおり非電化区間への乗り入れ用に充電池を搭載している。
また、2022年にズリーン/オトロコヴィツェ交通会社はSORリブハヴィとの間に新型トロリーバス車両のTNS 12を4両導入する契約を交わしている。
| 形式                    | 形式                    | 両数 | 備考                                      |
| ----------------------- | ----------------------- | ---- | ----------------------------------------- |
| シュコダ24Tr イリスバス | シュコダ24Tr イリスバス | 18両 |                                           |
| シュコダ25Tr イリスバス | シュコダ25Tr イリスバス | 13両 | 連節バス 一部車両はディーゼル発電機を搭載 |
| シュコダ26Tr ソラリス   | シュコダ26Tr ソラリス   | 6両  |                                           |
| シュコダ27Tr ソラリス   | シュコダ27Tr ソラリス   | 11両 | 連節バス                                  |
| シュコダ30Tr SOR        | シュコダ30Tr SOR        | 7両  | 充電池を搭載                              |
| シュコダ35Tr            | シュコダ35Tr            | 1両  | 連節バス 充電池を搭載                     |

現有車両
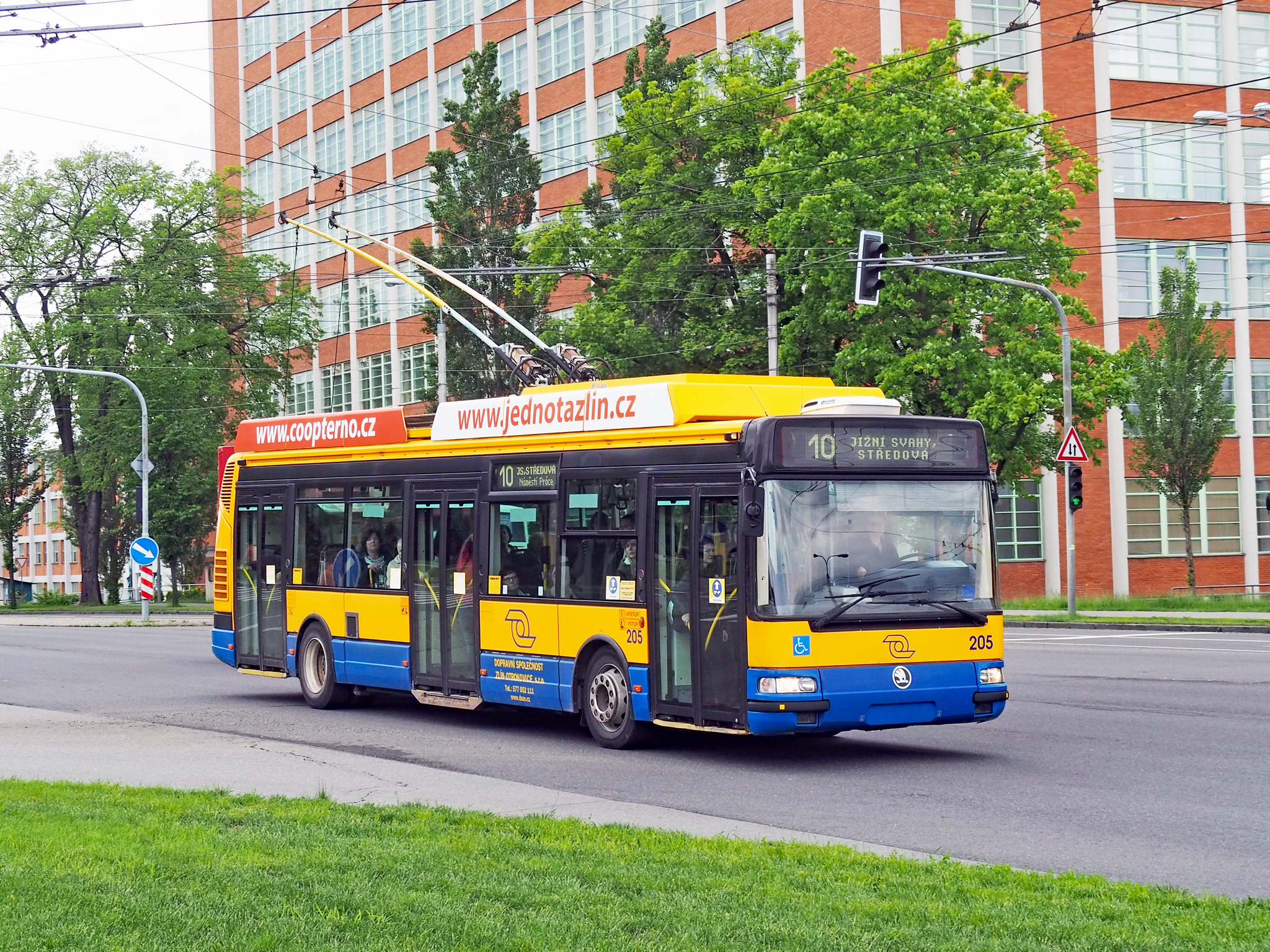
シュコダ24Tr イリスバス（2019年撮影）
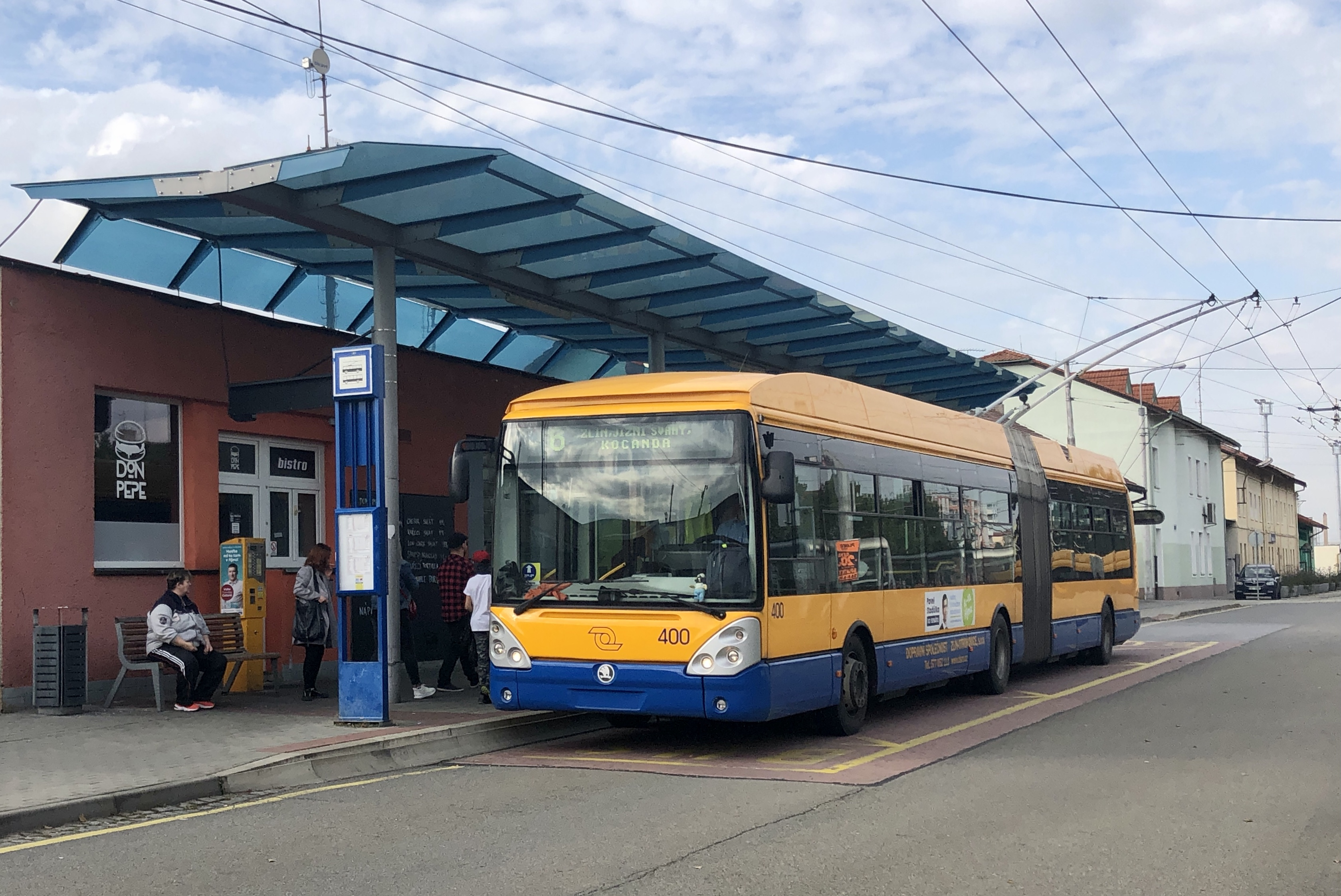
シュコダ25Tr イリスバス（2020年撮影）
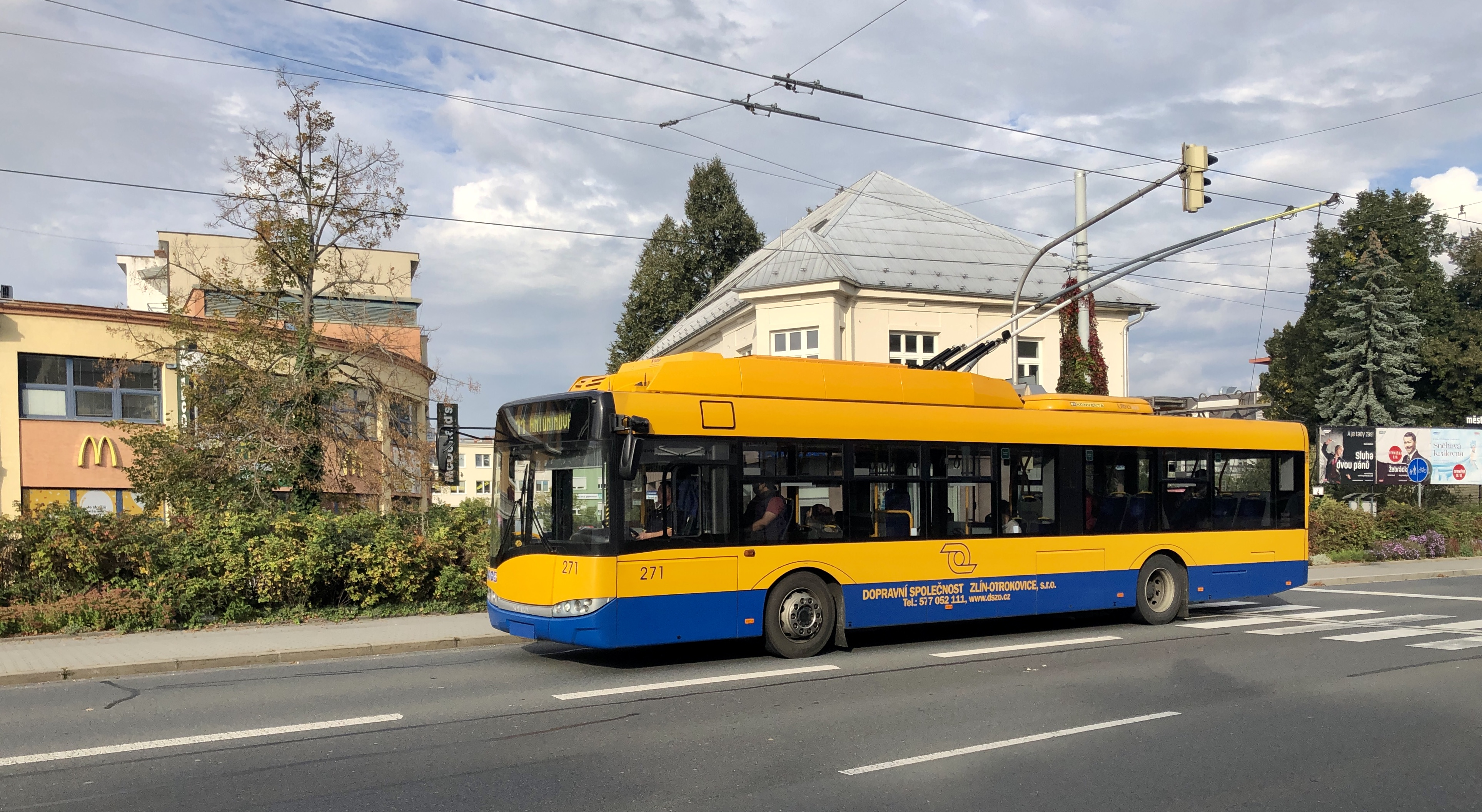
シュコダ26Tr ソラリス（2020年撮影）
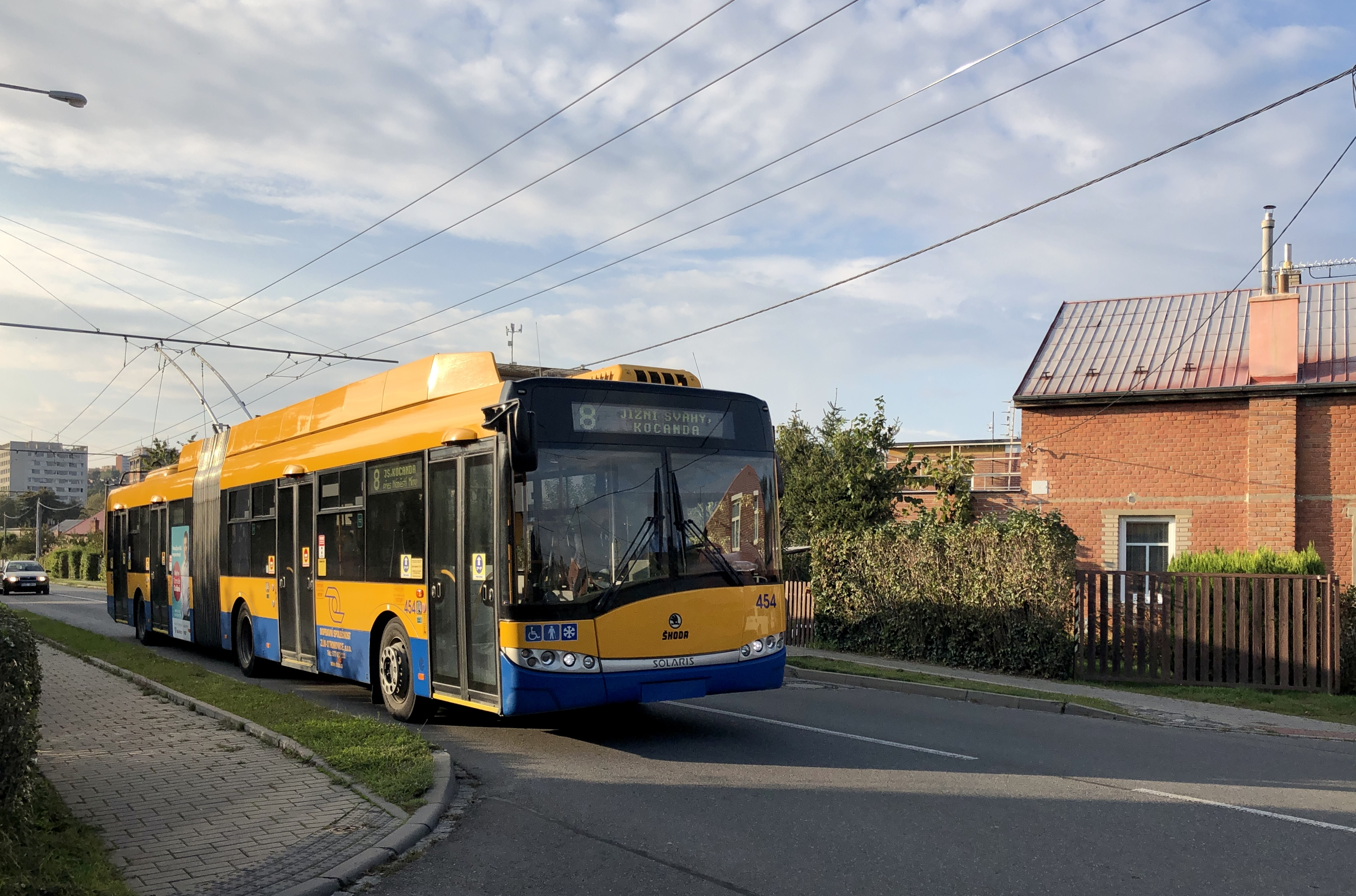
シュコダ27Tr ソラリス（2020年撮影）
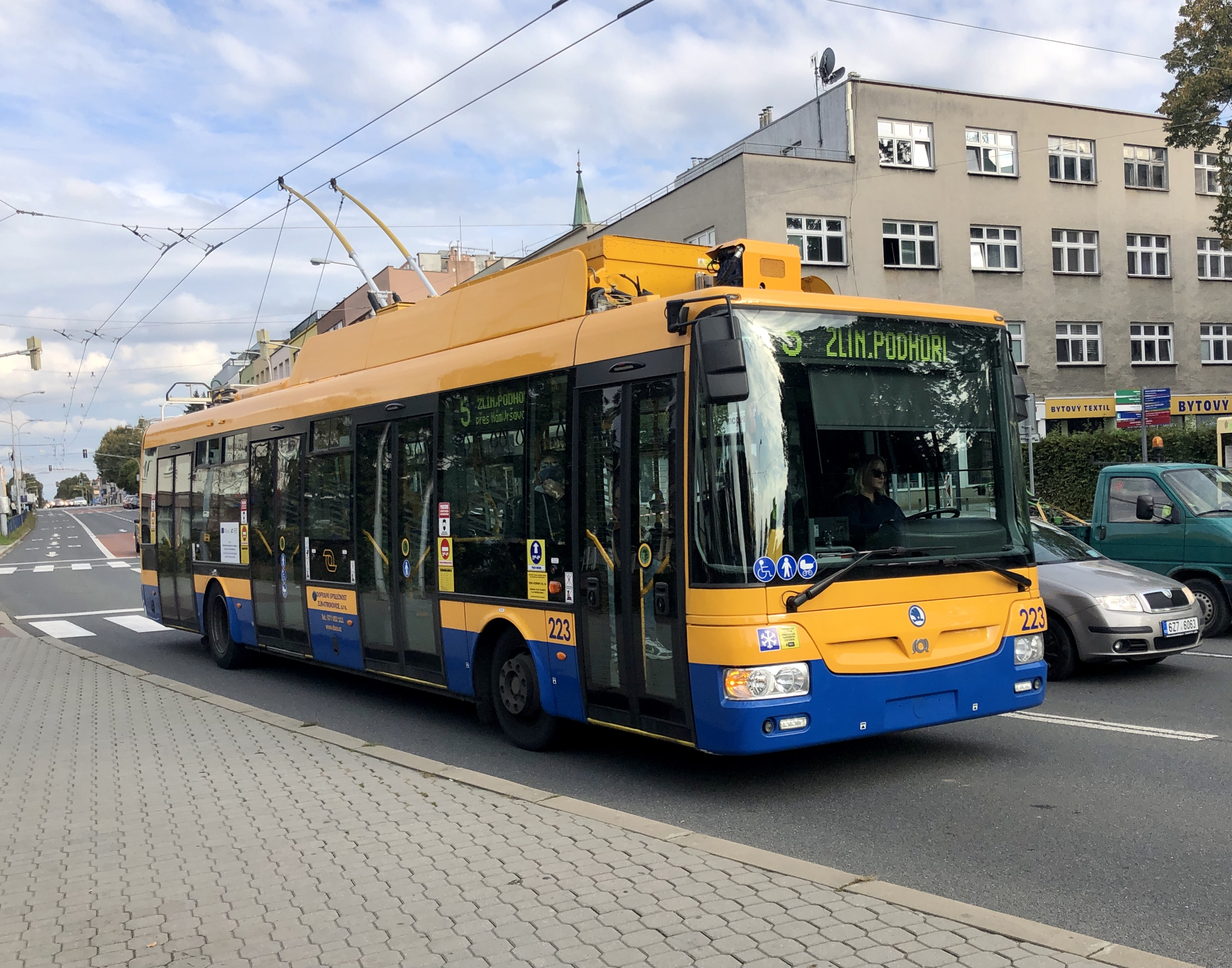
シュコダ30Tr SOR（2020年撮影）
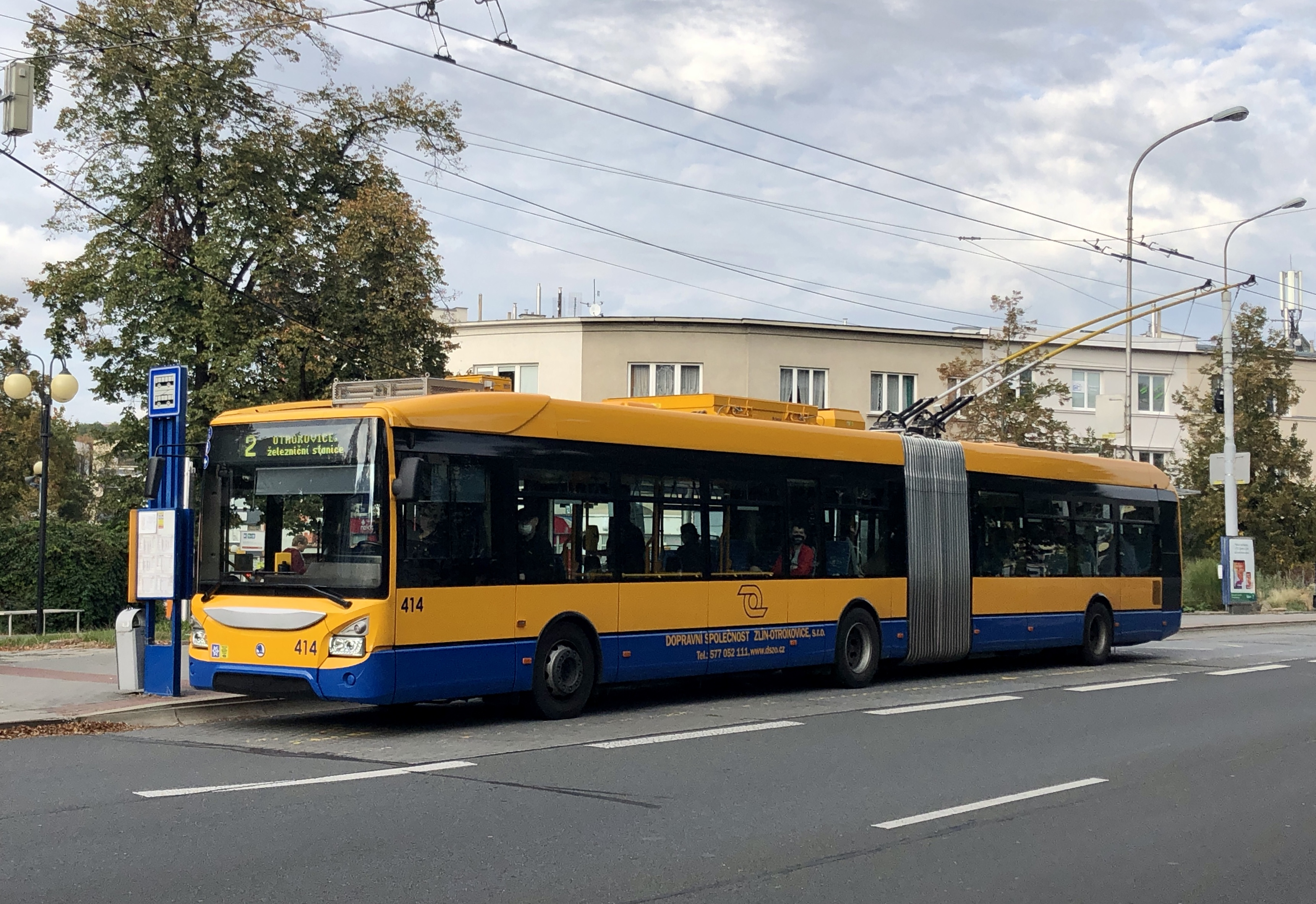
シュコダ35Tr（2020年撮影）

過去の車両
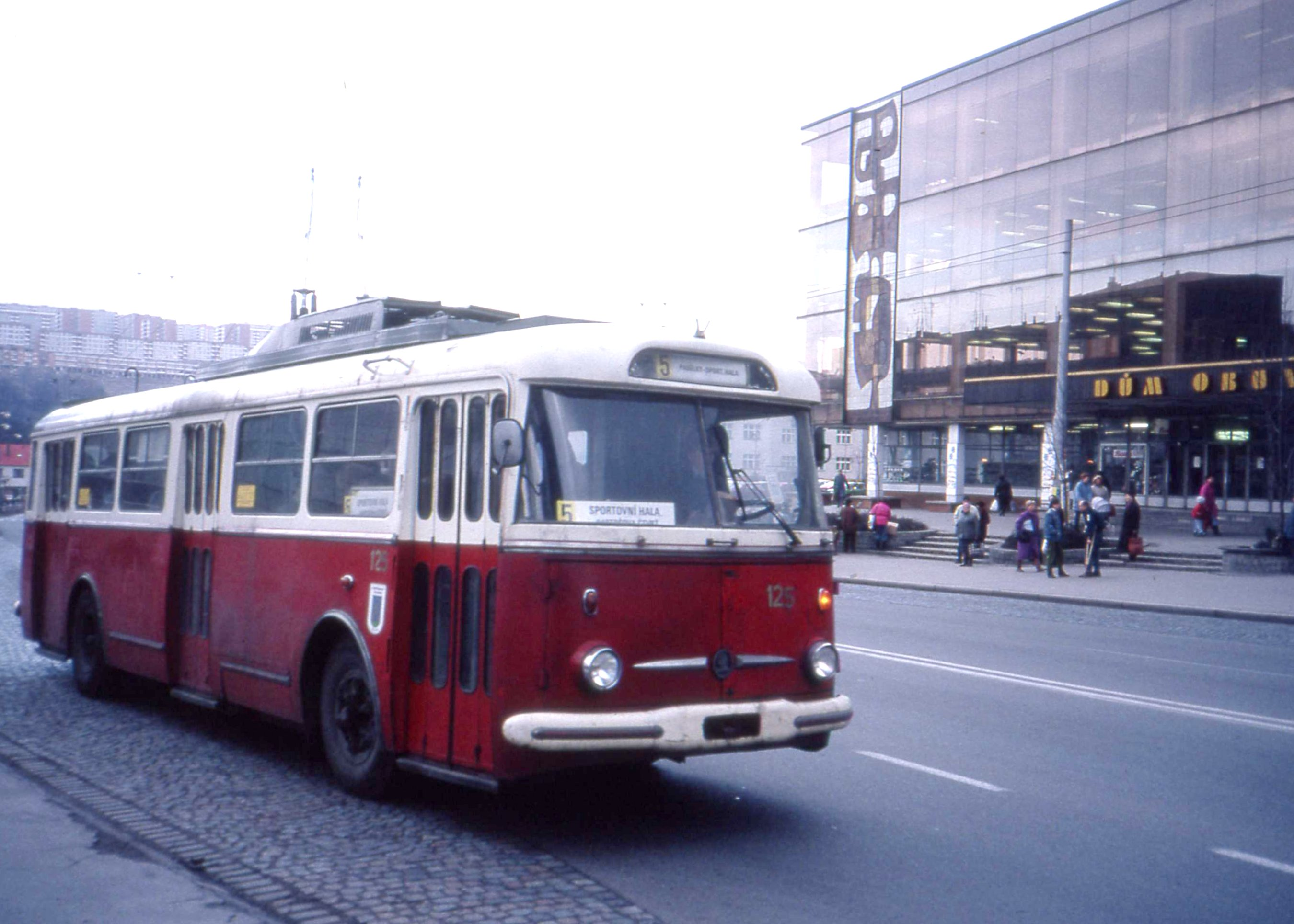
シュコダ9Tr（1992年撮影）
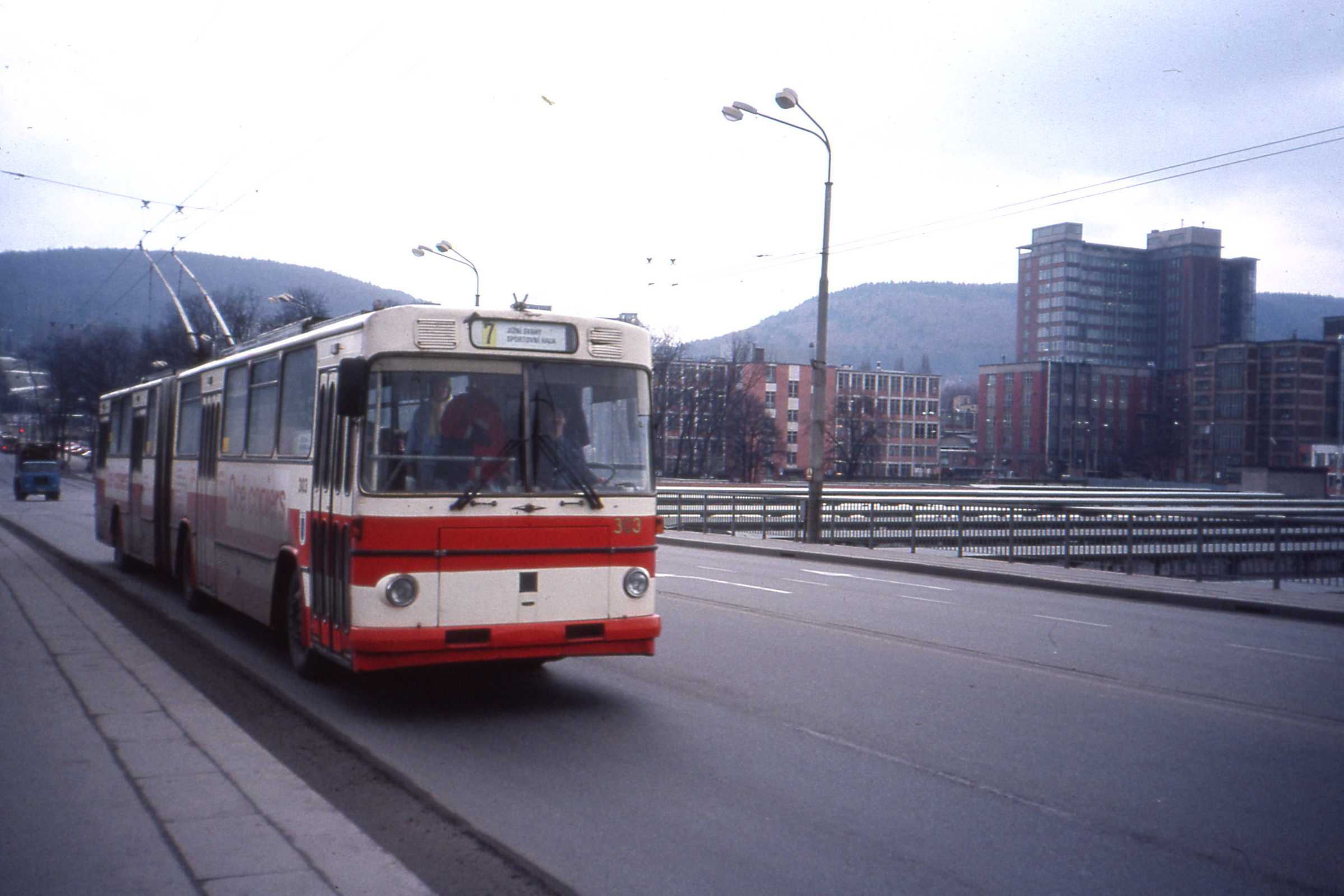
シュコダ-サノスS200（1992年撮影）
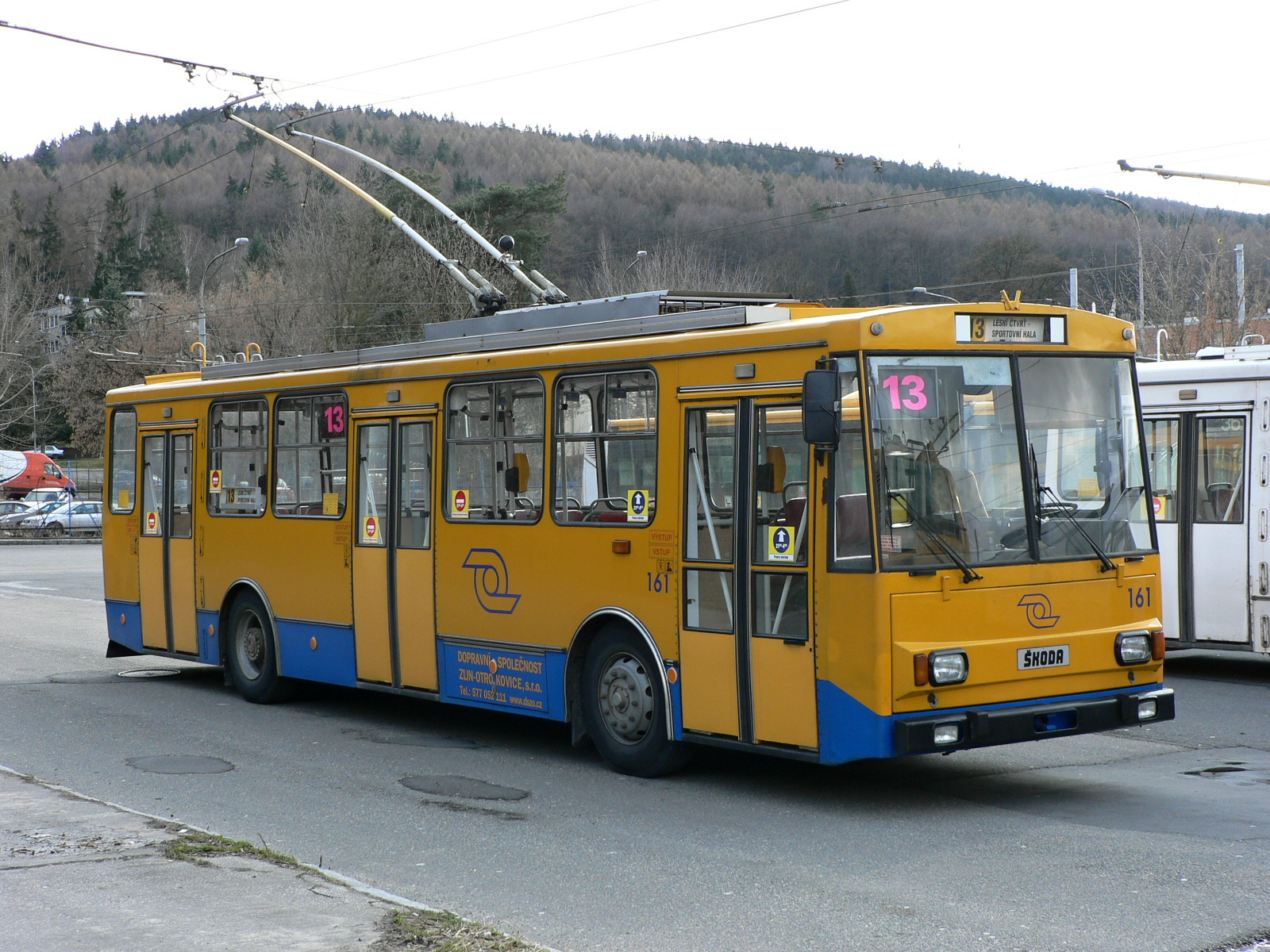
シュコダ14Tr（2009年撮影）
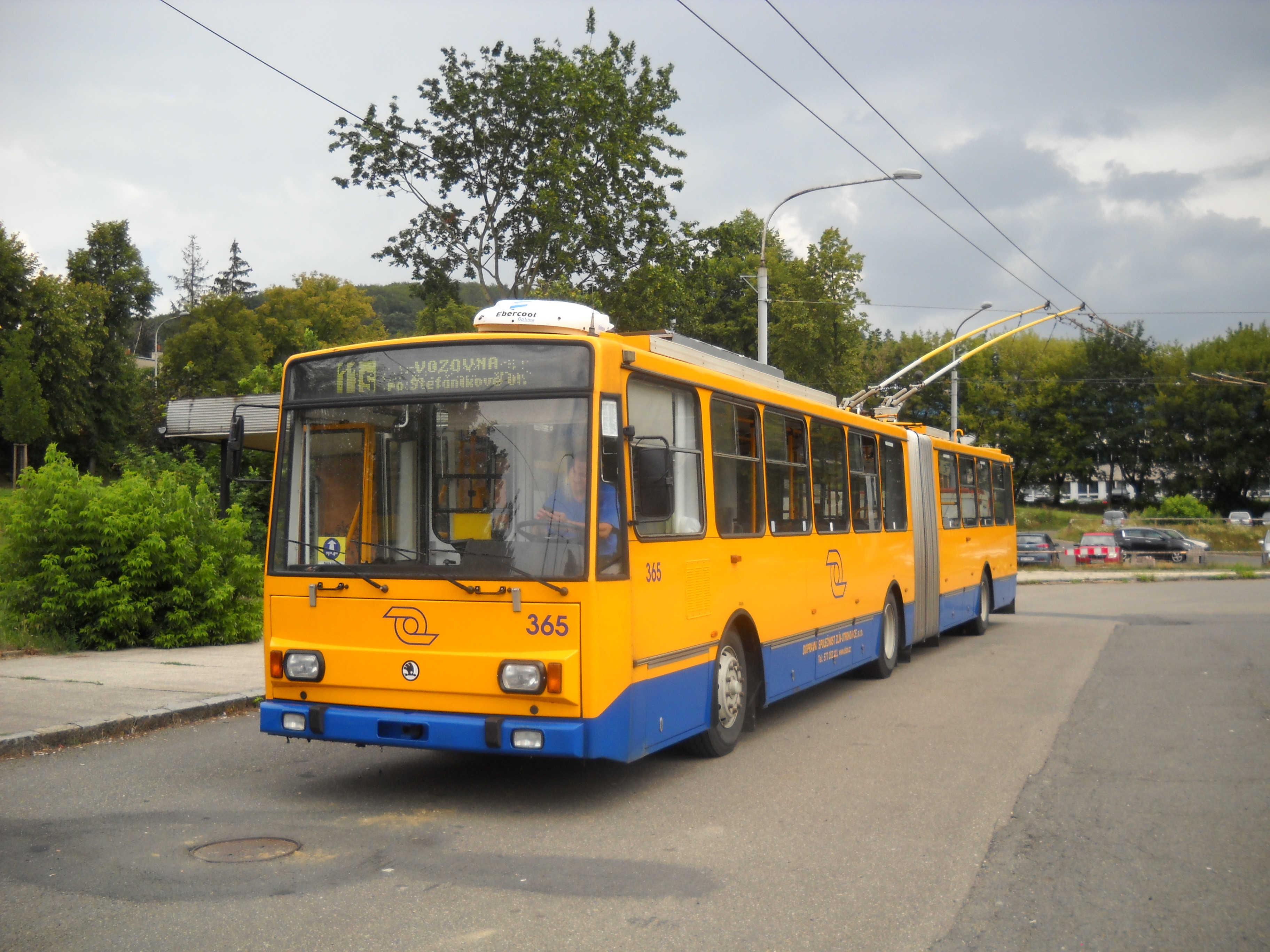
シュコダ15Tr（2016年撮影）